# Baroktrombone

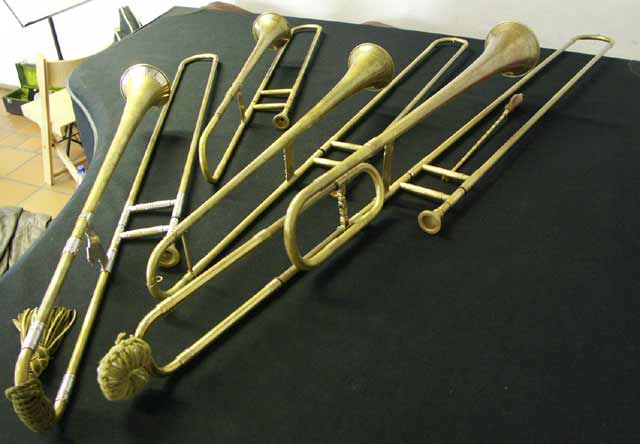
Vier baroktrombones

De baroktrombone is de voorloper van de moderne trombone. De naam 'baroktrombone' wordt meestal gebruikt voor trombones tot circa 1800, hoewel Engelse en Franse instrumenten uit de 19e eeuw qua ontwerp nog niet veel verschillen van de 'baroktrombone'.

## Kenmerken
Sinds de baroktrombone 'herontdekt' werd, zijn er veel ontwikkelingen geweest in de nieuwbouw van deze instrumenten. In het begin waren dit simpelweg afgezaagde moderne trombones, maar tegenwoordig is er veel meer bekend over hoe deze instrumenten écht gebouwd werden. Een aantal typische kenmerken zijn:
- enge/nauwe boring
- zeer dun messing, steeds dunner richting de beker
- kleine beker, vaak met versierde bekerrand (ter versteviging van het dunne metaal)
- koperen binnenschuif (niet verchroomd)
- afwezigheid van een 'waterklepje' in de schuif
- geen stempompen (m.u.v. bastrombones, daar waren ze vaak wel aanwezig)
- geen (kwart)ventielen
- vlak mondstuk met een scherpe rand (in Frankrijk wordt meestal op afgeronde mondstukken gespeeld, maar dit is een moderne uitvinding)

Daarnaast is een belangrijk verschil met de moderne tenortrombone dat de trombone tot ver in de 18e eeuw in A gespeeld werd (soms zelfs in G), niet in Bes. De gebruikelijke toonhoogte was toen circa a=466Hz (net als orgels in die tijd), een halve toon hoger dan de moderne a=440Hz. De alttrombone en bastrombone werden allebei gespeeld in D (een octaaf verschil). Tegenwoordig worden barok-bastrombones ook vaak in F gespeeld, net als een moderne contrabastrombone.